# Trest smrti v Íránu
Trest smrti v Íránu je legální formou trestu. V roce 2015 bylo v Íránu popraveno minimálně 977 lidí, v roce 2016 bylo popraveno nejméně 567 lidí a v roce 2017 bylo vykonáno minimálně 507 poprav. Írán nesouhlasí s počty vykonaných poprav, které uvádí organizace zabývající se ochranou lidských práv. Tyto počty považuje za „přehnané“ a tvrdí, že se popravy v zemi vykonávají až po „zdlouhavém soudním procesu“. Íránští představitelé uvádí, že „bojují ve velké drogové válce podél své východní hranice a nárůst počtu drogových dealerů způsobuje nárůst vykonávaných poprav“. Podle BBC však Írán „vykonává více poprav než kterákoli jiná země s výjimkou Číny“.
V lednu 2023 Írán popravil britsko-íránského občana Alirezu Akbariho, přestože Londýn žádal jeho propuštění. Spojené království jeho popravu označilo za politicky motivovanou a za bezohledný a krutý čin spáchaný barbarským režimem. Počet poprav zaznamenal v roce 2023 rychlý nárůst. Jen během května bylo popraveno nejméně 142 lidí, což je nejvyšší počet poprav během jediného měsíce od roku 2015. Nejméně 30 z nich byli příslušníci etnika Balúčů, kteří většinou vyznávají sunnitský islám.

## Hrdelní zločiny
V íránském právu existují čtyři druhy zločinů: zločiny kisás, zločiny hudúd, zločiny tazír a odstrašující zločiny. Mezi zločiny, které lze potrestat smrtí patří vražda, znásilnění, obtěžování dětí, homosexualita, pedofilie, obchod s drogami, ozbrojená loupež, únos, terorismus, vloupání, incestní vztah, smilstvo, zakázané sexuální vztahy, sodomie, sexuálně nevhodné chování, prostituce, spiknutí s cílem svrhnout islámský režim, politický disent, sabotáž, žhářství, povstání, odpadlictví od víry, cizoložství, rouhání, vydírání, padělání, pašování, spekulace, narušení výroby, recidiva v konzumaci alkoholu, výroba nebo příprava potravin, nápojů, kosmetiky nebo hygienických potřeb, jejichž požití či použití vedlo ke smrti, výroba a publikování pornografie, používání pornografických materiálů k žádostem o sex, recidiva ve falešném obvinění z hrdelních sexuálních trestných činů, které způsobilo popravu nevinné osoby, opakované krádeže, některé vojenské trestné činy (např. zbabělost, napomáhání nepříteli), „vedení války proti Bohu“, „šíření korupce na Zemi“, špionáž a vlastizrada.

### Zločiny kisás
V právu šaría jsou zločiny kisás třídou zločinů, které mohou být potrestány odplatou. Jedním z těchto zločinů je vražda, kdy šaría zastává přístup život za život. V tomto právu se uplatňují soukromé žádosti o urovnání mezi rodinou oběti a pachatelem. Rodina oběti má možnost odpustit zločinci tím, že přijme finanční vyrovnání, které má kompenzovat ztrátu, kterou rodina utrpěla, místo aby byl pachatel popraven. Protože je vražda považována za soukromou záležitost mezi pachatelem a rodinou oběti, stát nesmí trest za zločiny kisás zmírnit. Proti odsouzení, nikoliv však trestu, se lze odvolat. Soudci však mohou pouze doporučit postup, kterým má rodina jednat a v mnoha případech může soudce rodinu požádat, aby vrahovi odpustila.
Poprava za vraždu je často odložena o pět let od spáchání vraždy tak, aby rodina vrahovi odpustila a byl mu dopřán čas, aby mohl zaplatit finanční vyrovnání. V případě omilostnění pachateli stále hrozí trestní postih prostřednictvím zločinu tazír. Každý, kdo spáchal úmyslnou vraždu, musí vykonat trest odnětí svobody v minimální délce dva až tři roky, což obvykle odpovídá době, která zabere zaplacení finančního vyrovnání. Obvykle se však udílí delší tresty a pokud byly spolu s vraždou spáchány další trestné činy, je trest odnětí svobody prodloužen a pachatel může být odsouzen i na doživotí. Pachatel může být odsouzen za vraždu pokud se přizná, pokud existují dva svědci, pokud existuje 50 místopřísežných svědectví a nebo pokud jedna nebo více osob svědčí padesátkrát proti obžalovanému. V praxi však soudci připouští i nepřímé důkazy.
Kisás nelze použít v případech sebeobrany nebo zabití, kde nejsou splněny výše uvedené požadavky na prokázání, u nezletilých (před rokem 2008 dívky mladší 9 let a chlapci mladší 15 let, od roku 2008 ve většině případů osoby mladší 18 let), pro osoby nepříčetné, v případě, kdy je obětí pachatelův manžel či manželka nebo milenec a pokud pachatel přistihl manželku při cizoložství nebo v případě pokud otec zabije své děti. V takových případech je pachatel potrestán odnětím svobody podle zločinů tazír v rozmezí od dvou let po doživotí. Zločiny z vášně nemusí být vždy uznány jako legitimní obrana s výjimkou manželky přistižené při cizoložství. Lidé, kteří vraždili v sebeobraně jsou obvykle propuštěni poté, co zaplatili za krev rodině oběti.
V případě zabití nebo nedostatečných důkazů není pachatel povinen platiti finanční vyrovnání. Pokud vrah pracoval na příkaz někoho jiného a může to dokázat, může být odsouzen podle tazíru. Může tak být odsouzen k odnětí svobody, zaplacení pokuty a/nebo bičování, ale někdy také k trestu smrti. V takovém případě kisás podléhá osoba, která vraždu nařídila. Pokud je po prvním trimestru zabita žena s nenarozeným dítětem, je to považováno za vraždu dvou lidí.
V případě pokud rodina oběti trvá na odplatě, nemůže obdržet finanční vyrovnání, i když může získat menší občanskou náhradu. Většina případů je vyřešena pomocí finančního vyrovnání. Tabulku s uvedenou částkou pro finanční vyrovnání každoročně připravuje íránská vláda. Je ekvivalentem ceny 100 velbloudů a musí být vyplacena v hotovosti. V případě, že byla vražda spáchána během svatých měsíců Ramadán a Muharrám, je její výše dvojnásobná. V praxi však obě strany o výši finančního vyrovnání vyjednávají a může být vyšší i nižší, než je oficiální částka stanovená vládou. Pokud pachatel nemůže sumu zaplatit, je držen ve vězení i po uplynutí uděleného trestu odnětí svobody, dokud není částka zaplacena. Obvykle se očekává že pachatelova rodina a přátelé pomohou požadovanou finanční částku vybrat nebo ji v některých případech může zaplatit stát.
Podle oficiálních tabulek dostává rodina ženské oběti poloviční částku než rodina mužské oběti, ačkoliv částky vyplácených pojišťovnou za nehodu jsou v obou případech shodné. V praxi však díky vyjednávání bývají i částky finančního vyrovnání za vraždu srovnatelné. Před rokem 2004 byly poloviční částky vypláceny také v případě nemuslimské oběti, ale zákon byl změněn a od roku 2004 není v tomto případě přihlíženo na víru oběti.

### Tazír/odstrašující zločiny
V islámském právu jsou zločiny tazír trestány podle uvážení soudce. „Odstrašující trestný čin“ je takový trestný čin s pevně stanoveným trestem. Tyto tresty by obecně měly být méně přísné. Zároveň zde neexistují žádné přísné požadavky na důkazy jako u zločinů hudúd. Tazír a odstrašující zločiny jsou často srovnatelné s přestupky, i když ne ve všech případech.
Pašování zbraní se trestá smrtí nebo doživotním vězením, pokud je trestný čin považován za moharebeh (zločin proti Bohu či lidem). Podobně držení, prodej a/nebo použití nelegálních vojenských zbraní může být potrestáno smrtí nebo doživotním vězením.
Obchod s lidmi se trestá smrtí nebo doživotním vězením, pokud byla obětí obchodu osoba mladší 18 let nebo pokud došlo ke znásilnění, vraždě nebo finančnímu vykořisťování. Provozování prostituce je také trestáno smrtí, stejně jako vytváření pornografických webových stránek ve velkém měřítku. Osoba provozující blog, webovou stránku nebo jakýkoli typ internetové aplikace, která šíři „korupci, urážky islámu, terorismus, násilí nebo zradu“, může být také potrestána smrtí. Ve většině případů se však udílí nižší tresty. Rozsáhlé podvody nebo padělání, pokud svým rozsahem byly dostatečné k narušení „finanční stability Islámské republiky“ nebo „úmyslně zaměřené na podkopání vlády“, se také trestají smrtí nebo doživotím. Kromě toho mohou být k trestu smrti odsouzeni i lidé, kteří jednají proti republice nebo jsou usvědčeni z terorismu.
Podle íránského protidrogového zákona je držení narkotik trestným činem, který se trestá smrtí nebo doživotím v případě že u osoby bylo nalezeno více než 30 gramů heroinu, morfinu, kokainu, LSD, metamfetaminu nebo podobných drog. V takovém případě se trest smrti neuplatňuje za první trestný čin této povahy, kdy prodej nebyl dokončen nebo celkové množství bylo nižší než 100 gramů a ani za opakovaný trestný čin, pokud souhrnné množství bylo menší než 100 gramů. Dále může být trest smrti udělen za držení více než 5 kg opia, hašiše nebo marihuany. V takovém případě se trest smrti neuplatňuje za první trestný čin této povahy, kdy prodej nebyl dokončen nebo celkové množství bylo nižší než 20 kg. Ovšem trest smrti je uplatňován v případě třetího spáchání tohoto trestného činu, i když celkové množství nepřesáhlo 20 kg. Dále může být trest smrti vynesen v případě, pokud osoba byla přistižena při držení více než 5 kg léků na předpis nebo průmyslových léků pro nelegální použití, nebo je recidivistou a má v držení 5 až 20 kg těchto léků, pokud jde o recidivistu odsouzeného za pěstování opiového máku za účelem užívání drog, nebo marihuany a v případě, že je osoba odsouzena za ozbrojené pašování jakýchkoli nelegálních narkotik, spáchání ozbrojeného zločinu při držení drog nebo za to, že je členem či šéfem gangu obchodujícím s narkotiky. V drogových případech je vedena evidence množství drog, se kterými byl člověk přistižen, aby byly informace dostupné pro případ pozdějšího zadržení. V okamžiku, kdy je dosaženo určité kumulativní výše, může být pachatel odsouzen k trestu smrti nebo k doživotnímu vězení.
Drogové zločiny, pašování a zločiny proti stabilitě země jsou souzeny v systému Revolučního soudu, speciálního soudu, který řeší případy související s národní bezpečností. V roce 2011 bylo u některých drogových trestných činů zrušeno právo na odvolání a místo toho, se musí odsouzenec odvolat ke generálnímu prokurátorovi Íránu. Polehčující okolnosti umožňují soudci udělit i nižší trest, a to odnětí svobody na doživotí (který může být po odvolání také snížen). V praxi je většina obchodníků odsouzena k trestu odnětí svobody za první trestný čin, ale za druhý nebo třetí trestný čin jsou popraveni nebo odsouzeni na doživotí. V případech ozbrojeného pašování drog si vězeň často musí před popravou odpykat trest odnětí svobody (obvykle v délce pět až deset let). Většina popravených drogových dealerů byla zapletena i do jiných zločinů, jako krádež, loupež, znásilnění či vražda.
Írán v 21. století vede velkou drogovou válku ve svých východní provinciích, především v provinciích Sístán a Balúčistán a v části provincie Chorásán. Vzhledem k tomu, že Írán hraničí s Afghánistánem a Pákistánem, dvěma největšími zeměmi na světě produkujícími opium, je Írán hlavní obchodní cestou do Evropy a na západ. Od roku 2000 zemřelo v boji s ozbrojenými drogovými kartely a pašeráky až dva tisíce íránských vojáků. Většina vykonaných poprav v Íránu souvisí s obchodem s drogami. Podle prohlášení íránské viceprezidentky pro ženy a rodinné záležitosti z roku 2015 byli v nejmenovaných vesnicích v provincii Sistán a Balúčistán popraveni všichni dospěli muži na základě obvinění ze zločinů souvisejících s drogami.
V roce 2016 zákonodárci navrhli zákon o ukončení trestu smrti za drogové trestné činy. Tento návrh podpořil i tehdejší ministr spravedlnosti.

### Zločiny hudúd
Zločiny hudúd jsou třídou zločinů stanovenou v Koránu, které jsou považovány za srovnatelné s těžkými zločiny. Některé z těchto zákonů jsou součástí íránského trestního zákoníku, jiné nikoliv. Jejich tresty jsou stanoveny v Koránu a hadísech. Zločiny hudúd musí být prokázány doznáním, dvěma svědky (v případě cizoložství čtyřmi svědky) nebo ve vzácných případech „vědomím soudce“ (kdy je na základě dostupných důkazů vina obžalovaného extrémně zřejmá). Pokud obžaloba nemůže poskytnout důkaz pro trestný čin hudúd, je zločin souzen jako tazír. Aplikace zločinů hudúd se v Íránu výrazně liší od toho, co předepisuje klasické právo šaría. Odsouzení za takové zločiny vyžaduje vysokou míru dokazování a rozsudek nelze vynést, pokud existují důvodné pochybnosti. Všechny zločiny hudúd mohou být odsouzeny i v režimu tazír, který je ve většině případů používán. Pokud se pachatel kaje, může být trest hudúd prominut.
Mezi další hudúdské zločiny patří také incest, krádeže, lesbismus, falešné obvinění ze sexuálních zločinů, kuplířství a opilství. Ve všech případech kromě nejzávažnějších je však zločin trestám prostřednictvím tazíru a soudce vynáší rozsudek podle svého uvážení. Konzumace jedné sklenice alkoholu se obvykle trestá 80 ranami bičem, ale opakované provinění může být potrestáno smrtí, i když je takový rozsudek vynášen pouze zřídka. V roce 2012 byli dva muži odsouzeni k trestu smrti po třetím porušení tohoto zákona. Většina případů pití alkoholu se však řeží vězením a/nebo pokutami.

#### Sexuální zločiny

##### Cizoložství
Mezi lety 1979 až 2002 bylo zaznamenáno 40 až 76 poprav ukamenováním za cizoložství či incest, a to u mužů i žen. Po roce 2002 bylo údajně ukamenováno osm mužů a jedna žena byla oběšena. I když skutečná čísla mohou být vyšší, je trest přesto považován za vzácný v poměru k potvrzeným případům cizoložství. Trest smrti se udílí pouze za přitěžujících okolností, kdy jsou k dispozici čtyři svědci nebo doznání. Většina cizoložníků zůstává nepotrestána nebo je odsouzena k mírnějšímu trestu. Při řešení cizoložství je nejběžnější metodou rozvod.

##### Znásilnění
V mnoha případech je znásilnění vyřešeno obětí, která přijme odškodnění za stažení obvinění nebo odpuštění násilníkovi. Toto vyrovnání je podobné jako v případě vraždy, ale jeho výše se rovná ženskému věnu. Za utrpěná zranění může žena obdržet i další finanční vyrovnání. I poté pachatel obvykle čelí trestu podle tazíru, jako je sto ran bičem a vězení za nemorální činy a často čelí i dalším trestům za další zločiny spáchané spolu se znásilněním, jako je únos, napadení a narušení veřejného pořádku.

##### Sodomie
Sodomie se trestá smrtí. Soudce sice může určit způsob popravy, ale v praxi je pachatel vždy oběšen. Požadavky na důkazy jsou stejné jako v případě cizoložství a rozsudky smrti za tento zločin jsou velmi vzácné. Pokud byl jeden z dobrovolných účastníků mladší 18 let, náleží mu trest pro nezletilého, tedy nejméně sto ran bičem. Pokud se viník kaje, obvykle dostane méně než sto ran. Všichni lidé odsouzení za sodomii navíc stráví jeden rok ve vězení a podle uvážení soudce mohou být odsouzeni k dalšímu trestu odnětí svobody.

## Nezletilí pachatelé
Popravy nezletilých nejvíce vadily skupinám pro lidská práva a západním médiím. V květnu 2009 bylo v Íránu nejméně 137 mladistvých pachatelů čekajících na popravu, ale celkový počet být vyšší za předpokladu, že mnoho případů trestu smrti zůstává v Íránu neohlášeno. Ze 43 evidovaných mladistvých pachatelů popravených od roku 1990 jich bylo 11 v době popravy mladších 18 let. Ostatní byli buď drženi v cele smrti do svých 18. narozenin nebo byli usvědčeni a odsouzeni až po dosažení tohoto věku. V roce 2006 byla k trestu smrti odsouzena 16letá dívka a o dva týdny později byla veřejně oběšena na náměstí za cizoložství a „zločiny proti cudnosti“. Mezi mladistvými odsouzenými k trestu smrti byl i 13letý pachatel (popravený ve věku 21 let) a 14letý pachatel (popravený ve věku 18 let).
Navzdory, že Írán podepsal úmluvu o právech dítěte, je podle lidskoprávních organizací největším světovým popravčím mladistvých pachatelů. To bylo připisováno rozdílu v definici „nezletilého“ mezi nemuslimskými a některými muslimskými zeměmi. Článek 49 islámského trestního zákoníku definuje dítě jako „někoho, kdo nedosáhl věku puberty“, jak je stanoveno islámským právem a jak je uvedeno v občanském zákoníku z roku 1991 jako 15 lunárních let pro chlapce a devět lunárních let pro dívky. Od roku 1995 změnil Nejvyšší soud Íránu tresty smrti mladistvých na odnětí svobody v rozmezí dvou až osmi let. Rozsudky za vraždu změněny nebyly.
V únoru 2012 Írán přijal nový trestní zákoník, který oficiálně zakázal trest smrti pro nezletilé osoby mladší 18 let. Nezletilí, kteří ve věku 15 až 18 let spáchali vraždu, stále mohou být ve vzácných případech odsouzeni k trestu smrti, pokud je soudce přesvědčen, že pachatel v době činu dosáhl plného duševního vývoje dospělého člověka a pokud byl čin spáchán úmyslně s dobře promyšleným plánem. U nezletilých a mladých dospělých s nízkým duševním vývojem se trest smrti nepoužívá a pachatel je stíhán soudem pro mladistvé. Írán používá k určení věku trestní odpovědnosti lunární islámský kalendář, který je kratší než standardní sluneční kalendář, takže některým pachatelům odsouzeným ve věku 18 let bylo podle slunečního kalendáře let 17.

## Soudní systém
V Íránu vytváří zákony Islámské poradní shromáždění, známé také jako íránský parlament. Musí být potvrzeny Radou strážců a podepsány prezidentem Íránu. Zákony musí být v souladu s právem šaría, ačkoliv je mnoho zákonů odvozeno z předrevolučního občanského práva, nikoliv z práva šaría. Tak například přibližně 80 % trestů smrti je v Íránu udíleno za ilegální obchod s drogami, zákony týkající se tohoto trestného činu vychází z íránského občanského práva, nikoliv z práva šaría.
V Íránu existují tři typy trestních soudů. Trestní soudy prvního stupně soudí závažné zločiny, zločiny hudúd a zločiny kisás, jako jsou vražda, znásilnění či krádež. Tyto soudy mohou vynášet trest smrti. Trestní soudy druhého stupně soudí přestupky a přečiny. Islámské revoluční soudy soudí trestné činy namířené proti státu a jeho přidruženým institucím. Mezi takové trestné činy patří pašování, terorismus, padělání a vlastizrada. I tyto soudy mohou vynášet rozsudky smrti.
Přibližně 90 % poprav je prováděno v provinčních věznicích, v místě kde došlo ke spáchání trestného činu. V závažných případech je zločinec veřejně popraven na místě, kde byl trestný čin spáchán. Mnoho těžkých zločinců nebo odsouzenců za trestné činy související s drogami je posíláno do větších, centralizovanějších věznic, jako jsou věznice v Teheránu či v Mašhadu.
Proti rozsudku smrti se lze odvolat k Nejvyššímu kasačnímu soudu Íránu, který může rozsudek potvrdit nebo zrušit. Pokud tento soud zjistí nesrovnalosti, může případ poslat k novému projednání k soudu nižší instance. V případech vraždy a znásilnění může pachatel požádat o odpuštění rodinu oběti. V ostatních případech může požádat o odpuštění a snížení trestu „Komisi pro amnestii a milost“.
V roce 2011 novela Zákona o nebezpečných drogách ukončila oficiální právo na odvolání pro recidivisty. Místo toho se mohou přímo odvolat ke generálnímu prokurátorovi Íránu. K této změně došlo proto, že řádné odvolací soudy byly přetížené a nemohly rychle vykonávat svou práci kvůli velkému množství drogových případů. Popravy za znásilnění a vraždu jsou odkládány o pět let, aby se maximalizovala možnost odpuštění a dosažení urovnání.
V Íránu (stejně jako v jiných muslimských zemích) existují dva druhy trestů vedoucích k smrti odsouzeného. Prvním je tzv. odplata, kdy rodina oběti vraždy odmítne odpustit vrahovi. Druhým typem je obvyklý trest smrti za zločiny jako obchod s drogami. Tyto tresty jsou v íránském právu chápány zcela nezávisle.
Podle tvrzení Amnesty International v roce 2015 jsou popravy v Íránu vykonávány po vynesení rozsudku soudy, které téměř vždy „zcela postrádaly nezávislost a nestrannost a že soudy v Íránu hluboce chybují, zadrženým je často odepřen přístup k právní pomoci a existují nedostatečné postupy pro odvolání, milost a zmírnění trestu smrti“.

## Metody popravy

### Oběšení
Jedinou běžnou metodou popravy v Íránu v 21. století je oběšení. Ve srovnání s jinými zeměmi, které používají popravy oběšením, jako Japonsko a Malajsie, se složitou šibenicí navrženou tak, aby shodila odsouzence a zlomila vaz, je íránská šibenice velmi jednoduchá a levná. Skládá se pouze z rámu a stoličky, přičemž některé stoličky mohou pojmout až sedm lidí najednou a mají kolečka. Veřejné popravy se obvykle provádí na mobilním jeřábu. Někdy je odsouzenec zavěšen na jeřábu, ale častěji je jeřáb používán jako šibenice a osoba je sražena ze stoličky. Íránské smyčky jsou silné, se sedmi až deseti uzly a často jsou vyrobeny z modrého plastového lana s malou nebo žádnou elasticitou. Smrt je způsobena uškrcením a karotickým reflexem (kdy jsou přerušeny krevní cévy v hlavě). Poprava trvá deset až dvacet minut a způsobuje odsouzenému viditelnou bolest a úzkost.

### Poprava zastřelením
Poprava popravčí četou je v Íránu legální, ale používá se pouze výjimečně. Historicky se používala pro vojenské a politické zločiny. V roce 1974 za šáhova režimu byli popravčí četou popraven dva marxističtí aktivisté na základě spiknutí za účelem únosu korunního prince Kýrose Rezá Pahlavího. Byli zastřeleni po televizním soudním procesu v Teheránu. Tento případ byl jednou z velkých událostí, které obrátily veřejné mínění proti šáhovi. Během 38 let šáhovy vlády bylo odsouzeno více než tisíc lidí k smrti za zločiny proti vládě a většinou byli popraveni popravčí četou po odsouzení zvláštním vojenským tribunálem SAVAK. Po státním převratu v roce 1953 bylo popraveno mnoho komunistů.
V letech následujících po islámské revoluci z roku 1979 byly tisíce lidí odsouzeny k trestu smrti zastřelením za politické zločiny, obchod s drogami a zločiny proti islámské republice nově zřízenými revolučními soudy. Mezi popravenými bylo mnoho bývalých ministrů z období vlády šáha, jako například bývalý předseda vlády Amir-Abbas Hoveyda a hlava SAVAK generál Nematollah Nassiri. Do roku 1980 bylo novou islámskou republikou zastřeleno přes 700 lidí. Kampaň proti obchodu s drogami vedla k popravám mnoha lidí za držení drog, včetně závislých, často na základě minimálních důkazů. Někteří z těchto lidí byli údajnými odpůrci režimu. K mnoha popravám došlo také po povstání v Kurdistánu v letech 1979 až 1980.
Zatímco počet poprav kolem roku 1980 klesl, po začátku íránsko-irácké války byl za další nárůst poprav odpovědný zásah proti disidentům, politickým odpůrcům i běžným zločincům. Od roku 1981 do roku 1984 poté, co bombové útoky příslušníků Lidových mudžáhedínů zabily mnoho vládních úředníků, vedl tvrdý zásah proti odpůrcům a teroristickým skupinám k popravám stovek až tisíců lidí. Mnoho dalších bylo oběšeno nebo zastřeleno za jiné zločiny, jako je cizoložství, loupeže, vraždy a obchod s drogami.
V roce 1982 vedly snahy o očištění od komunistů v Íránu (jako politická strana Túde) k popravám vůdců strany a některých členů na základě obvinění ze špionáže pro Sovětský svaz. V menším měřítku politické popravy pokračovaly i nadále. Když byl v roce 1982 přijat íránský islámský trestní zákoník, běžné zločiny začaly být znovu trestány oběšením. Tyto rozsudky vynášely řádné, nerevoluční soudy. Revoluční soudy i nadále vynášely rozsudky smrti zastřelením nad politickými oponenty, i když v menším měřítku než dříve.
V roce 1988, po invazi organizace Lidoví mudžáhedíni, vláda tajně popravila dva až čtyři tisíce politických vězňů, z nichž bylo mnoho bývalých členů organizace nebo jejích sympatizantů, bývalých komunistů a dalších disidentů. Všichni popravení se zřekli svých dřívějších vazeb na své staré opoziční organizace a mnozí se chystali dokončit své tresty odnětí svobody, když byli náhle tajně popraveni. Jejich obviněními bylo odpadlictví, které kritici považovali za hrubý příklad použití náboženského obvinění z politických důvodů. Většinou byli popraveni oběšením, ale několik jich bylo zastřeleno popravčí četou.
Od roku 1988 byly politické popravy méně časté, i když mimosoudní zabíjení vysoce postavených odpůrců režimu pokračovalo až do roku 1998. Od konce 80. let 20. století byly prakticky všechny popravy vykonávány oběšením, a to včetně politických poprav.
V roce 1964 byl k trestu smrti zastřelením odsouzen i Rúholláh Chomejní za velezradu proti šáhovi, jeho trest však byl změněn na exil v Iráku.

### Poprava ukamenováním
Jedinci odsouzení k trestu smrti ukamenováním jsou umístěny do kamenné jámy. V případě žen jsou zahrabány po krk, v případě mužů po pás. Lidé poté po odsouzencích házejí kameny do okamžiku, kdy se odsouzencům podaří dostat z jámy, jsou zneschopněni nebo jsou mrtví. Díky rozdílnosti do jaké míry jsou zahrabáni, se zejména mužům v některých případech podařilo z jámy uniknout, čímž výkon trestu končí. Šéf íránské Rady pro lidská práva v roce 2010 odmítl mezinárodní odsouzení kamenování s tím, že „v očích některých lidí je kamenování menší trest než poprava, protože existuje šance, že odsouzenec přežije“. Přesto existují nejméně dvě zprávy v novinách o ženách, které se dokázaly z jámy dostat, přesto byly zabity poté, co byly přinuceny se do jámy vrátit. Navíc právo šaría výslovně uvádí, že používané kameny musí být dostatečně malé, aby nezabíjely okamžitě. Podle Shaparak Khorsandi, britské spisovatelky a komičky íránského původu, je většina obětí kamenování v Íránu mrtvá do dvou hodin od prvního hodu kamenem.
Po hlasitých domácích i mezinárodních sporech o kamenování vláda v roce 2002 uvalila na popravu ukamenováním moratorium. V rozporu s tím íránská justice v roce 2008 potvrdila, že v provincii Kazvín byl k smrti ukamenován muž za cizoložství. V roce 2012 bylo ukamenování z trestního zákoníku odstraněno a nahrazeno blíže nespecifikovaným trestem smrti. Teoreticky by mohlo být kamenování použito, protože trestní zákoník umožňuje soudcům ukládat rozsudky podle „platných islámských zdrojů“ a tresty podle práva šaría.

### Poprava shozením z výšky
Írán byl Amnesty International obviněn z používání popravy shozením z výšky za zločin homosexuality. Podle Amnesty International v roce 2008 byli dva muži usvědčeni z únosu, znásilnění a krádeže a odsouzeni k trestu smrti v provincii Fárs v jižním Íránu. Podle rozsudku měli být svrženi z útesu nebo z velké výšky. Soudce nařídil, aby byli popraveni popsaným způsobem.

## Výkon popravy

### Popravy ve věznici
Ve většině případů se popravy konají ve věznicích v místě, kde došlo k trestnému činu. I tyto popravy jsou vykonávány před svědky, kterými jsou rodina, státní zástupci či další vězni. Šibenice jsou obvykle umístěny ve velké kůlně nebo na odlehlém dvoře.
Jeden až dva dny před popravou je vězeň informován o datu popravy a je přemístěn do samovazby. V případech vraždy (a často u případů znásilnění) musí být přítomna jak rodina oběti, tak rodina vězně, aby zůstala otevřená možnost urovnání vraždy odpuštěním pachateli. Při popravách za jiné trestné činy je v některých případech rodina pachatele informována až po vykonání rozsudku. Obvykle však může odsouzenec před popravou vidět své příbuzné. Popravy se může zúčastnit i obhájce odsouzeného.
Popravy jsou vykonávány ve čtyři hodiny ráno, těsně před výzvou k ranní modlitbě. Pokud odsouzený po spuštění bojuje, vězeňská stráž obvykle utáhne provaz, aby urychlila jeho smrt. V případech vraždy mohou nejbližší příbuzní oběti vytáhnout stoličku zpod odsouzeného. Staly se i případy, kdy rodina oběti vraha omilostnila přímo u paty šibenice. V několika případech byl odsouzenec omilostněn poté, co přežil oběšení.

### Veřejné popravy
Veřejné popravy jsou v Íránu méně časté, někdy se uplatňují u pachatelů zvlášť ohavných zločinů jako je skupinové znásilnění, vražda dětí, vražda během ozbrojené loupeže nebo rozsáhlý obchod s drogami. Veřejné popravy byly mezi 20. a 50. lety 20. století výrazně omezeny, ale po islámské revoluci se staly běžnými. Obvykle jsou odsouzenci věšeni na mobilních jeřábech. V roce 2008 Írán zakázal veřejné popravy, ovšem moratorium nevstoupilo v platnost. Veřejné popravy se konají na žádost státního zástupce a se souhlasem soudce. Trest musí schválit i nejvyšší soud. Dle odhadu je 5 až 10 % poprav vykonaných v Íránu veřejných. Veřejné popravy se obvykle konají kolem šesté hodiny ranní.
V roce 2002 byli „Černí supi“, skupina pěti mužů, kteří napadli a znásilnili desítky žen v severním Teheránu, veřejně pověšeni na jeřábech. Dva z nich byli pověšeni na autobusovém nádraží a tři na náměstí. Dne 2. srpna 2007 byl veřejně oběšen v centru Teheránu vrah soudce a dvou nevinných přihlížejících během bankovní loupeže. Dne 5. ledna 2011 byl na náměstí oběšen muž, který pobodal svou oběť a poté poškozeného nechal vykrvácet, zatímco vyhrožoval zabitím každému, kdo by se proti němu pokusil zasáhnout. Vražda byla svědky zaznamenána na mobilní telefon.

### Kontroverze
V červenci 2005 se Iranian Student News Agency věnovala popravě dvou mladých mužů, kteří podle původních íránských zdrojů byli popraveni za homosexuální styk. Když se znepokojivé fotografie z jejich popravy široce rozšířily po internetu a vyvolaly mezinárodní pozornost a odsouzení jejich popravy, íránský režim uvedl, že byli popraveni za znásilnění 13letého chlapce. Poprava těchto dvou mladíků rozdělila lidskoprávní komunitu v otázce, zda šlo o problém homosexuálů, ale všechny lidskoprávní skupiny oběšení odsoudily. Po mezinárodním ohlasu, íránská vláda zopakovala, že byli popraveni za znásilnění chlapce. Později téhož roku byli ve městě Gorgan pověšeni za sodomii jiní dva mladí muži.
V roce 2011 byli v Teheránu pověšeni dva policisté za to, že během volebních protestů v roce 2009 ubili k smrti tři demonstranty. Někteří vysoce postavení úředníci však byli před stíháním za tyto vraždy chráněni.
V roce 2014 byla popravena žena za zabití muže, o kterém tvrdila, že se ji pokoušel sexuálně zneužít. Oběšena byla přes mezinárodní kampaň, která se její popravě snažila zamezit.
Dne 3. května 2016 byl po revolučním soudním procesu trvajícím pouze několik minut popraven muž za zločin související s drogami. Jeho žena však trvá na tvrzení, že byl nevinný a zatčen byl kvůli jeho sporu s úřady a drogy policie ve skutečnosti objevila na jiném místě. Odsouzený muž nikdy svou vinu nepřiznal. Na to soudce odpověděl, že „pokud jsi nevinný, půjdeš do nebe poté, co budeš oběšen“.

## Kritika trestu smrti
Západní média odsoudila Írán za provádění poprav nezletilých pachatelů, přestože země podepsala Úmluvu o právech dítěte, která zakazuje popravovat dětské pachatele za zločiny spáchané před dosažením věku 18 let. Írán své kroky ospravedlňoval tím, že požaduje osvobození od závazků úmluvy v případech, kdy je úmluva považována za „neslučitelnou s islámským právem“.
Írán byl kritizován i za používání ukamenování jako způsobu popravy, ačkoliv v roce 2005 mluvčí íránského soudnictví důrazně odmítl obvinění z kamenování a poprav nezletilých a označil je za „propagandu proti íránskému státu“.
Na Berlínském mezinárodním filmovém festivalu dne 29. února 2020 získal hlavní cenu íránský film o popravách There Is No Evil.
Široce medializovaná poprava židovského občana Arvina Ghahremaniho vyvolala roku 2024 diskusi o nerovném postavení nemuslimských obyvatel v soudním řízení. Předmětem sporu byl údajně dluh muslimského souseda, popravený byl jeho věřitelem.